# Aimo Tukiainen
Aimo Johan Kustaa Tukiainen (né le 6 octobre 1917 à Orivesi et décédé le 3 juin 1996 à Helsinki) est un sculpteur finlandais. 

## Biographie
Au début des années 1960, il passe du réalisme à l'informalisme.
Tukiainen fonde le centre artistique de Purnu et sera nommé Professeur en 1977.

## Œuvres

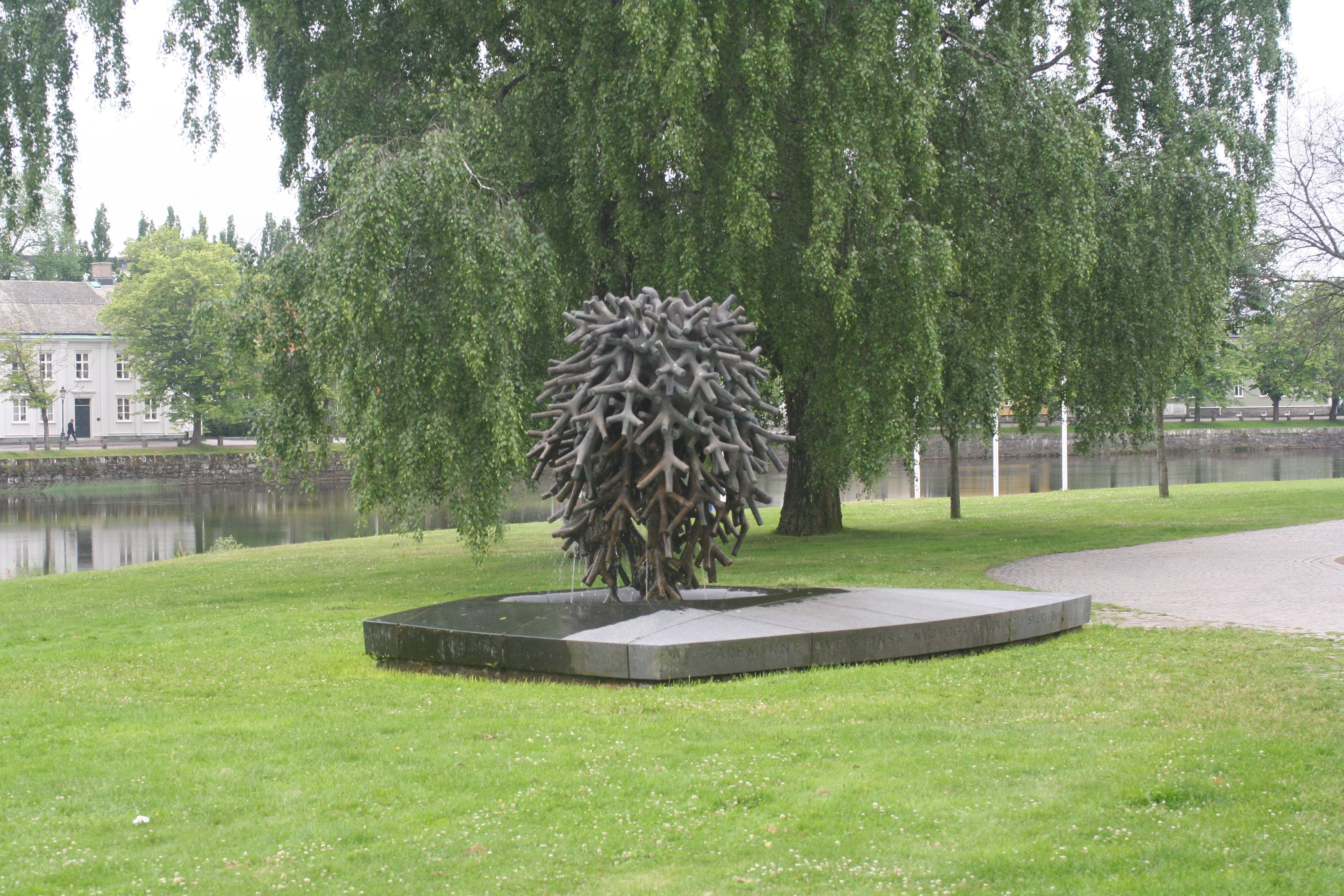
Le nid des vents à Karlstad.

Aimo Tukiainen a sculpté de très nombreuses œuvres, parmi lesquelles:
| Nom                                    | Année     | Lieu                                                                 | réf.   |
| -------------------------------------- | --------- | -------------------------------------------------------------------- | ------ |
| Kuluttajaperhe- relief mural           | 1950      | Centre commercial de Kluuvi, Aleksanterinkatu 9, Helsinki            | [ 3 ]  |
| Liikevoitto                            | 1954      | École supérieure de commerce d'Helsinki, Runeberginkatu 14, Helsinki | [ 4 ]  |
| Tiedon puu                             | 1954      | École d’Amuri, Tampere                                               | [ 5 ]  |
| Relief du retable                      |           | église de Salla, Salla                                               | [ 6 ]  |
| Juhani Aho                             | 1961      | Place Engel, Eira (Helsinki), Helsinki                               | [ 7 ]  |
| Torielämää Hakaniemessä                | 1961      | Station Hakaniemi, Helsinki                                          | [ 8 ]  |
| Solukko                                | 1963      | Mänttä                                                               | [ 9 ]  |
| Vaiennut linnake                       | 1963      | Cimetière de Tainionkoski, Imatra                                    | [ 10 ] |
| Elonvirta – päiväperho                 | 1966      | Maison de retraite de Koukkuniemi, Tampere                           | [ 11 ] |
| Mémorial de Miina Sillanpää            | 1968      | Tokoinranta, Helsinki                                                | [ 12 ] |
| Virvatulet                             | 1971      | Parc des rapides, Tampere                                            | [ 13 ] |
| Katkaistu elämä, Sankarihauta          | 1973      | Croisement de Isokaari-Myllykalliontie, Lauttasaari, Helsinki        | [ 14 ] |
| Lalli                                  | 1989      | Köyliö                                                               | [ 15 ] |
| Mémorial aux rouges tombés à la guerre | 1945–1948 | Karkkila (copie en 1952 à Ingå.))                                    |        |
| Valoa kohti                            | 1949      | Cours de l'académie des travailleurs, Kauniainen.                    |        |
| Tukinuittajat                          | 1947–1949 | Place du marché, Imatra.                                             |        |
| Tyttö, lintu ja kala                   | 1954      | Relief de façade, Cimetière de Käppärä , Pori.                       |        |
| Perhe                                  | 1952      | Relief de façade, Elannon tavaratalo, Helsinki.                      |        |
| J. R. Danielson-Kalmar                 | 1954      | Lahti.                                                               |        |
| Tiedon puu                             | 1954      | relief de façade, École d'Amur, Tampere.                             |        |
| Eetu Salinin muistomerkki              | 1955      | Pori.                                                                |        |
| Kultakäkönen                           | 1955      | mémorial aux victimes restées en Carélie , Pori.                     |        |
| Statue équestre du Maréchal Mannerheim | 1960      | Helsinki.                                                            |        |
| Kalojen kanssa kilpaa                  | 1961      | Fontaine, Kouvola.                                                   |        |
| Arvid Järnefelt                        | 1961      | Virkkala, Lohja.                                                     |        |
| Pesämuna                               | 1961      | Fontaine, Hämeenlinna.                                               |        |
| Kauppis-Heikki                         | 1962      | Iisalmi.                                                             |        |
| Jouset , Uuno Takki                    | 1961–1963 | Zone des usines de Kantolanniemi, Hämeenlinna.                       |        |
| Mémorial de la bataille de Summa       | 1964      | Hämeenlinna.                                                         |        |
| Kasvu                                  | 1965      | Relief mural, Siège d'Aktia Pankki, Helsinki.                        |        |
| Evald Vainio                           | 1966      | Hôpital du Keski-Pohjanmaa, Kokkola.                                 |        |
| Pallopeli                              | 1967      | École Chydenius, Kokkola.                                            |        |
| Tuulenpesä                             | 1967      | fontaine, Karlstad.                                                  |        |
| Solukko                                | 1969      | fontaine, Mänttä.                                                    |        |
| Paperiperhe                            | 1972      | Valkeakoski.                                                         |        |
| Erik Akselinpoika Totti                | 1975      | Savonlinna.                                                          |        |
| Kenkälintu                             | 1978      | fontaine, Orivesi.                                                   |        |
| Sankarihauta-alueen portit             | 1978      | Cimetière de la paroisse rurale, Vantaa.                             |        |
| Kirkonkukot                            | 1983      | Parc de l'église d'Eräjärvi, Orivesi.                                |        |
| Viljami Kalliokosken muistomerkki      | 1987      | Kokkola                                                              |        |
| Orivarsa                               | 1990      | Orivesi.                                                             |        |
| Veikko Hakulinen                       | 1994      | Valkeakoski                                                          | [ 1 ]  |
| Tombe de Väinö Linna                   |           | Cimetière de Kalevankangas, Tampere                                  | ,      |